# Comalapa (Nicaragua)
Comalapa es un municipio del departamento de Chontales en la República de Nicaragua.

## Toponimia
El nombre original del municipio fue Comalagalpán, cambiado por los españoles a Comalapa y posteriormente a Comalapa.
Existen diferentes versiones del significado de su nombre, según el lingüista nicaragüense Alfonso Valle el nombre es de origen mexicano y significa en la lengua antigua o nahuatlaca "En el agua de los comales", de las voces: "Comalli", comal; "Atl", agua; y "pan", adverbio de lugar.

## Geografía
Comalapa se encuentra ubicado a una distancia de 37 kilómetros de la ciudad de Juigalpa, y a 130 kilómetros de la capital de Managua.

### Límites
Los límites del municipio son: al norte con el municipio de Camoapa, al sur con el Lago Cocibolca, al este con los municipios de Juigalpa y Cuapa y al oeste con el municipio de San Lorenzo.
- Altitud: 273 m s. n. m.
- Superficie: 643.9 km²
- Latitud: 12° 16′ 60″ N
- Longitud: 85° 31′ 0″ O.

### Ubicación
El municipio de Comalapa, está ubicado en la parte oeste del departamento de Chontales, entre las estribaciones de la cordillera de Amerrisque, su territorio presenta una forma descendente, sus tierras son bañadas por el lago Cocibolca.

### Accidentes geográficos
Comalapa se encuentra asentado sobre un terreno quebrado, su característica fundamental son las llanuras y serranías cubiertas de pastizales, quebradas y ojos de agua durante la época de invierno y al inicio del verano. Posee llanos o extensas sabanas, conocidas como: El Jocote, San Patricio, Moralitos, El Pochote y La Concepción.
El municipio comprende las montañas de Oluma, San Francisco, Las Cruces y El Chombón y como altura importante el Cerro de Miraguas.
El municipio de Comalapa carece de hidrografía propia, los ríos que se observan en su territorio simplemente lo atraviesan en conjunto con sus afluentes y quebradas entre ellos: el río Tecolostote, río Cuisalá, El Jocote, Paso Real o Cofradía, río Potrerillos o Tolinapa. Pertenece al territorio del municipio de Comalapa la isla de La Flor, ubicada en el lago Cocibolca.

## Historia
Comalapa fue fundada en 1608 y luego se llamó San Bartolomé de Comalagualpan.
Es uno de los pueblos más antiguos de la República de Nicaragua, su fundación se remonta a la época originaria, año 1752; no se ha logrado encontrar ninguna ley relacionada con la creación del municipio, ni con su jurisdicción rural, menos aún con la del otorgamiento del título de pueblo.
La historia registra que Comalapa fue fundado por nuestros originarios, desde remotos tiempos.
Esta población ha tenido dos asientos, el primero en el sitio El Limón y el segundo asiento es el lugar que ocupa actualmente. Otra versión y atendiendo la ubicación actual de la población, pues su plano es una loma en realidad, cuya mayor inclinación ocupan la antigua casa nacional y la casa cural, aduce que el municipio tiene la forma de un comal invertido "boca abajo", lo que es probable dada la inclinación inteligente de nuestros aborígenes de relacionar el nombre de los lugares con su ubicación y topografía, ambas interpretaciones corresponden a la ubicación de su primitivo asiento, en el sitio del Limón, ubicado cuatro leguas al oriente de su actual posición urbana, el traslado de la población al sitio actual debió efectuarse a principios del siglo XVIII, dada la versión encontrada del obispo Morel.
El obispo Fray Agustín Morel de Santa Cruz, visitó el lugar el 20 de octubre de 1752, planteó que Comalapa era un pequeño pueblo indígena, ubicado en un terreno pedregoso, montoso y cercado por cerros, que estaba gobernado por un alcalde, un alguacil mayor, dos regidores y un fiscal, nombrados por el Gobierno colonial.
La población estaba constituida por cien familias con un total de 484 indígenas y algunos ladinos. La población vivía en cabañas distribuidas de acuerdo a la norma indígena.
El municipio cuenta con el colonial templo parroquial construido en el año 1816, en donde se guardan los archivos locales, fuente valiosa de estudios que registran la historia desde el año 1828. Los archivos municipales datan desde 1890, los documentos se encuentran bien conservados.
Comalapa ha sido la cuna de hombres ilustres, entre los que se destacan: el bachiller historiador Basilisco Robleto, el Dr. Octavio Robleto poeta y escritor, el General Emiliano Chamorro expresidente de la República en dos períodos constitucionales, el doctor Medardo Robleto Enríquez médico de los pobres, el doctor José Antonio Robleto Fernández abogado magistrado de la corte de apelaciones de Granada, entre otros.
En 1926, Comalapa fue elevado de pueblo a villa.

## Demografía
Comalapa tiene una población actual de 18,383 habitantes. De la población total, el 52.7% son hombres y el 47.3% son mujeres. Casi el 30.2% de la población vive en la zona urbana.

## Organización territorial
El municipio de Comalapa está conformado por 14 comarcas y 15 parajes: 
Comarcas: El Avispero, Miraguas #1 y #2, El Cangrejal, El Jocote, Los Potrerillos, La Concepción, La Concha, La Piedra Pintada, El Pochote, la Montañita #1 y #2, San Patricio, Cuisalá y Jicotepe.
Parajes: El Avispero, Santa Rosa, La Ermita, El Cedral, El Llanito, San Lorenzo, El Llorón, Espinas Blancas, El Naranjo, Talpetate, Espíritu Santo, Jiñocuao, San Lucas, La Cayetana y La Montañuela.

## Clima
El municipio de Comalapa de acuerdo con un clima regional, pertenece al tipo de sabana tropical, con una temperatura media entre los 25 a 27 °C, con una precipitación anual que oscila entre los 1000 a 1600 mm, la humedad relativa fluctúa, entre el 71 y 80%; el viento predominante proviene del noreste, a una velocidad de 2,2 a 3,6 m/s. 
El territorio municipal está considerado como una zona de clima húmedo manteniéndose así en invierno, y de clima fresco en los meses de noviembre, diciembre y enero.

## Atractivos
El municipio es colindante con los municipios de Camoapa y Juigalpa, que al igual que ellos, son famosos por su riqueza natural y su potencial para el aprovechamiento y desarrollo de la producción ganadera. Además goza del privilegio de pertenecer a un área microregional en la actividad pecuaria.

## Festividades

### Fiestas patronales
Las fiestas patronales del municipio de Comalapa, se celebran el 2 de febrero en honor a la virgen de candelaria y el 24 y 25 de agosto  en honor a San Bartolo, en estas fiestas participan todas las comunidades urbanas y rurales, entre las tradiciones se encuentran corridas de toros, juegos infantiles y veladas culturales y artísticas donde la participación de la población es significativa.
A estas fiestas se les conoce por ser muy alegres, a pesar de ser un pueblo pequeño no deja de ser muy pintoresco, sus tradiciones son especiales, desde enero comienzan preparativos en cuanto a la celebración de su Santa Patrona la Virgen de Candelaria en coordinación de su Mayordoma Sra. Catalina Suárez viuda de Sándigo, se inicia con la Novena de la Virgen de Candelaria el día 23 de enero, culminando el día 31 de enero con una alegre vigilia en casa de su Mayordoma.
A partir del 1 de febrero dan inicio estas fiestas con una solemne eucaristía a continuación el alegre tope donde los debotos van a pagar promesas a la Virgen en una proseción amenizada por bandas filarmónicas recorriendo las calles del pueblo para terminar nuevamente en la Iglesia Nuestra Señora de Candelaria, a continuación alegre corrida de toros, culminando el día con una fiesta bailable amenizada por distintos conjuntos.
Al día siguiente 2 de febrero se siguen las fiestas con la siguiente eucaristía, a continuación proseción de Salves recorriendo las calles de casa en casa acompañando con sus promesantes, culima en la Iglesia, siguiendo con una corrida de toros, a continuación fiesta bailable.